# André Gill

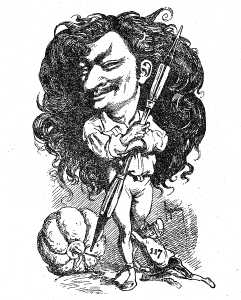
Autorretrato de André Gill.

Louis-Alexandre Gosset de Guines, más conocido como André Gill, fue un caricaturista y cantautor humorístico francés nacido en París el 17 de octubre de 1840 y fallecido en Saint-Maurice (Valle del Marne) el 1 de mayo de 1885.
Durante el Segundo Imperio, sus dibujos fueron publicados en los periódicos satíricos La Lune, L'Éclipse, La Rue y Le Charivari. También fue el redactor jefe de La Lune Rousse. 
Como cantautor, actuaba regularmente en el cabaret Au Lapin Agile (cuyo nombre se basa en un juego de palabras con el nombre Gill), en el barrio parisino de Montmartre.
Fue miembro del club literario Les Hydropathes y del Círculo de los Zutistas. 
Su tumba está en el cementerio del Père-Lachaise (París) con un busto de la escultora Laure Coutan.